# 朝鲜驻长春总领事馆
朝鲜民主主义人民共和国驻长春总领事馆，简称朝鲜驻长春总领事馆，是朝鮮民主主義人民共和國外務省历史上在中華人民共和國吉林省长春市設置的外交代表機構。

## 历史沿革
1957年3月5日，朝鲜驻华大使馆照会中国外交部，请求将朝鲜驻图们领事馆迁往长春，更名为驻长春领事馆，领区为吉林省、黑龙江省和满洲里市。次日，中国外交部复照同意。4月6日，朝鲜驻图们领事馆正式迁往长春。1960年2月，朝鲜关闭驻沈阳总领事馆，并将驻长春领事馆升格为总领事馆。1964年2月6日，朝鲜关闭驻长春总领事馆。

## 历任馆长
- 李承安（1957-1958；馆长领事）
- 张周学（1958-1960；馆长领事）
- 郑凤珪（1960-1962；总领事）
- 张大禧（1962-1964；代理馆务）